# 延胡索酰乙酰乙酸
延胡索酰乙酰乙酸（英語：或，也译为富马酰乙酰乙酸）是一种酪氨酸降解的代谢中间产物，分子式为C8H8O6，由马来酰乙酰乙酸异构酶转化4-马来酰乙酰乙酸而来，再由延胡索醯乙醯乙酸水解酶（FAH）水解為延胡索酸和乙醯乙酸。